# Unione Sportiva Avellino 2005-2006
Questa voce raccoglie le informazioni riguardanti l'Unione Sportiva Avellino nelle competizioni ufficiali della stagione 2005-2006.

## Stagione
Nella stagione 2005-2006 il neopromosso Avellino disputa il campionato cadetto, raccoglie 46 punti con il 19º posto in classifica, ha gli stessi punti dell'Albinoleffe, ma gli resta dietro per gli scontri diretti. Sono retrocesse direttamente il Catanzaro, la Cremonese e la Ternana, per avere la quarta retrocessa il Play-out si gioca tra Avellino e Albinoleffe, hanno la meglio nel doppio confronto i bergamaschi, così l'Avellino continua il saliscendi e retrocede in Serie C1. Due i tecnici che si sono alternati sulla panchina dei lupi, ha iniziato il torneo Francesco Oddo, sostituito fin dalla terza giornata da Franco Colomba, al termine del girone di andata i biancoverdi hanno 16 punti e sono quart'ultimi, nel girone di ritorno le squadre in lotta per la salvezza si mettono a correre, gli irpini raccolgono un notevole bottino di 30 punti, pur non riuscendo a centrare la salvezza. Ottimo il campionato disputato dal lituano Tomas Danilevicius arrivato dal Livorno, autore di 17 reti. Nella Coppa Italia l'Avellino elimina nel primo turno il Frosinone, per disposizione del Giudice Sportivo, che assegna la vittoria ai campani, sul campo ai calci di rigore si erano imposti i ciociari, poi nel secondo turno i biancoverdi sono usciti dal torneo, eliminati dal Siena.

## Rosa
| N. |                   | Ruolo | Calciatore            |
| -- | ----------------- | ----- | --------------------- |
| 1  | Italia (bandiera) | P     | Giuseppe Taglialatela |
| 2  | Italia (bandiera) | D     | Luigi Panarelli       |
| 3  | Italia (bandiera) | D     | Vincenzo Moretti      |
| 4  | Italia (bandiera) | C     | Vincenzo Riccio       |
| 5  | Italia (bandiera) | D     | Michelangelo Minieri  |
| 6  | Italia (bandiera) | D     | Simone Paolo Puleo () |
| 7  | Italia (bandiera) | A     | Massimo Rastelli      |
| 8  | Italia (bandiera) | C     | Daniele Cinelli       |
| 9  | Italia (bandiera) | A     | Raffaele Biancolino   |
| 10 | Italia (bandiera) | C     | Riccardo Allegretti   |
| 10 | Italia (bandiera) | C     | Marcello Albino       |
| 11 | Italia (bandiera) | C     | Francesco Millesi     |
| 13 | Italia (bandiera) | D     | Raffaele Ametrano     |
| 17 | Italia (bandiera) | P     | Domenico Cecere       |
| 18 | Italia (bandiera) | C     | Salvatore Vicari      |
| 19 | Italia (bandiera) | D     | Christian Terni       |
| 20 | Italia (bandiera) | A     | Emilio Docente        |
| 20 | Italia (bandiera) | D     | Andrea Sussi          |
| 21 | Russia (bandiera) | C     | Viktor Budjanskij     |
| 22 | Italia (bandiera) | D     | Alessio D'Andrea      |
| 23 | Italia (bandiera) | A     | Mattia Altobelli      |

| N. |                     | Ruolo | Calciatore             |
| -- | ------------------- | ----- | ---------------------- |
| 23 | Italia (bandiera)   | C     | Luca Minopoli          |
| 25 | Italia (bandiera)   | C     | Vincenzo Fusco         |
| 26 | Italia (bandiera)   | D     | Carmine Sanges         |
| 27 | Italia (bandiera)   | C     | Christian Ippoliti     |
| 28 | Italia (bandiera)   | C     | Carmine Leone          |
| 29 | Italia (bandiera)   | C     | Giuseppe Pariggiano    |
| 30 | Italia (bandiera)   | D     | Massimo Russo          |
| 30 | Italia (bandiera)   | A     | Gianluca Savoldi       |
| 32 | Italia (bandiera)   | A     | Felice Evacuo          |
| 32 | Italia (bandiera)   | A     | Alessandro Belleri     |
| 34 | Italia (bandiera)   | D     | Andrea Masiello        |
| 41 | Italia (bandiera)   | D     | Patrizio Caso          |
| 42 | Italia (bandiera)   | D     | Alessandro Varchetta   |
| 43 | Italia (bandiera)   | A     | Arcangelo Ragosta      |
| 49 | Italia (bandiera)   | C     | Alessandro Monticciolo |
| 73 | Italia (bandiera)   | D     | Leo Criaco             |
| 79 | Honduras (bandiera) | C     | Julio César de León    |
| 81 | Italia (bandiera)   | D     | Giuseppe Abruzzese     |
| 84 | Italia (bandiera)   | P     | Juri De Marco          |
| 99 | Lituania (bandiera) | A     | Tomas Danilevičius     |

## Risultati

### Campionato

#### Girone di andata
| Verona 26 agosto 2005, ore 20:45 1ª giornata | Verona             | 0 – 0 | Avellino | Stadio Marcantonio Bentegodi\| Arbitro: \| Tombolini (Ancona) \| |
| Arbitro:                                     | Tombolini (Ancona) |       |          |                                                                  |

| Arbitro: | Banti (Livorno) |

|  |           |            |
|  | Marcatori | 70’ Godeas |

| Arbitro: | P.S. Mazzoleni (Bergamo) |

|            |           |                       |
| Corona 89’ | Marcatori | 17’, 22’ Danilevicius |

| Arbitro: | Morganti (Ascoli Piceno) |

|                               |           |                                                                  |
| León 17’ (rig.) Panarelli 90’ | Marcatori | 1’ Possanzini 32’ Mareco 45+1’ Zoboli 49’ Bruno 57’ Stankevicius |

| Arbitro: | Squillace (Catanzaro) |

|                                  |           |  |
| Bucchi 61’ (rig.) Campedelli 86’ | Marcatori |  |

| Arbitro: | Herberg (Messina) |

|                    |           |                |
| Danilevicius 90+5’ | Marcatori | 84’ Bellavista |

| Arbitro: | Lops (Torino) |

|                                      |           |                          |
| Piccoli 26’ Salvetti 44’ Fattori 74’ | Marcatori | 22’ Moretti 61’ Masiello |

| Arbitro: | Tombolini (Ancona) |

|                                 |           |  |
| Spinesi 12’ (rig.) O. Russo 58’ | Marcatori |  |

| Arbitro: | Girardi (San Donà di Piave) |

|                          |           |                  |
| Moretti 32’ Rastelli 58’ | Marcatori | 39’ Prisciandaro |

| Arbitro: | Brighi (Cesena) |

|                         |           |  |
| Bonazzi 17’ (rig.), 52’ | Marcatori |  |

| Arbitro: | Gava (Conegliano) |

|             |           |               |
| Moretti 61’ | Marcatori | 45’ Ricchiuti |

| Arbitro: | Ciampi (Roma) |

|                                                |           |             |
| Abbruscato 58’ Floro Flores 63’ Raimondi 90+5’ | Marcatori | 53’ Moretti |

| Avellino 29 ottobre 2005, ore 16:00 13ª giornata | Avellino           | 0 – 0 | Mantova | Stadio Partenio\| Arbitro: \| Ayroldi (Molfetta) \| |
| Arbitro:                                         | Ayroldi (Molfetta) |       |         |                                                     |

| Arbitro: | Racalbuto (Gallarate) |

|                |           |  |
| Cacia 62’, 89’ | Marcatori |  |

| Arbitro: | Gabriele (Frosinone) |

|                  |           |                                      |
| Danilevicius 67’ | Marcatori | 42’ Bonfiglio 61’ Matteini 65’ Jadid |

| Arbitro: | Romeo (Verona) |

|                          |           |  |
| Ventola 45+1’ Soncin 83’ | Marcatori |  |

| Arbitro: | De Santis (Roma) |

|                 |           |  |
| Danilevicius 2’ | Marcatori |  |

| Arbitro: | Rodomonti (Roma) |

|                      |           |             |
| Sedivec 21’ Jeda 90’ | Marcatori | 13’ Millesi |

| Arbitro: | Dattilo (Locri) |

|                         |           |                          |
| Danilevicius 61’, 90+4’ | Marcatori | 80’ Bellucci 83’ Pecchia |

| Arbitro: | Cassarà (Palermo) |

|             |           |                   |
| Fabbrini 8’ | Marcatori | 14’ (aut.) Nastos |

| Arbitro: | M. Mazzoleni (Bergamo) |

|                  |           |             |
| Danilevicius 32’ | Marcatori | 90’ Fanasca |

#### Girone di ritorno
| Arbitro: | Banti (Livorno) |

|                      |           |              |
| Biancolino 6’ (rig.) | Marcatori | 73’ Sforzini |

| Trieste 14 gennaio 2006, ore 16:00 23ª giornata | Triestina             | 0 – 0 | Avellino | Stadio Nereo Rocco\| Arbitro: \| Racalbuto (Gallarate) \| |
| Arbitro:                                        | Racalbuto (Gallarate) |       |          |                                                           |

| Arbitro: | Ayroldi (Molfetta) |

|                                          |           |  |
| Biancolino 45+1’ (rig.) Danilevicius 50’ | Marcatori |  |

| Arbitro: | Brighi (Cesena) |

|                                           |           |  |
| Milanetto 15’ Bruno 27’, 59’ Del Nero 83’ | Marcatori |  |

| Arbitro: | Rocchi (Firenze) |

|                                                                |           |                                         |
| Biancolino 37’ (rig.), 60’, 61’ Millesi 86’ Danilevicius 90+4’ | Marcatori | 25’ (rig.), 32’, 56’ Bucchi 79’ Pivotto |

| Arbitro: | Marelli (Como) |

|                          |           |  |
| Santoruvo 64’ Pagano 90’ | Marcatori |  |

| Arbitro: | Messina (Bergamo) |

|                       |           |  |
| Danilevicius 35’, 84’ | Marcatori |  |

| Arbitro: | Racalbuto (Gallarate) |

|            |           |             |
| Albino 74’ | Marcatori | 69’ Spinesi |

| Arbitro: | Pantana (Macerata) |

|            |           |  |
| Garzon 59’ | Marcatori |  |

| Arbitro: | Giannoccaro (Lecce) |

|                         |           |                       |
| Vicari 39’ Rastelli 46’ | Marcatori | 25’ (rig.) Belingheri |

| Arbitro: | Tagliavento (Terni) |

|                                                   |           |                                             |
| Ricchiuti 10’ Porchia 53’ (rig.) G. Di Giulio 85’ | Marcatori | 37’ Danilevicius 44’ Millesi 70’ Biancolino |

| Arbitro: | De Santis (Roma) |

|  |           |                    |
|  | Marcatori | 59’, 63’ Martnetti |

| Arbitro: | Gabriele (Frosinone) |

|                                   |           |  |
| Cioffi 40’ Graziani 73’ Poggi 81’ | Marcatori |  |

| Arbitro: | Giannoccaro (Lecce) |

|                  |           |            |
| Danilevicius 84’ | Marcatori | 28’ Riccio |

| Arbitro: | M. Mazzoleni (Bergamo) |

|  |           |                                 |
|  | Marcatori | 37’ Budjanskij 55’ Danilevicius |

| Avellino 22 aprile 2006, ore 20:45 37ª giornata | Avellino            | 0 – 0 | Atalanta | Stadio Partenio\| Arbitro: \| Tagliavento (Terni) \| |
| Arbitro:                                        | Tagliavento (Terni) |       |          |                                                      |

| Arbitro: | Dondarini (Finale Emilia) |

|            |           |  |
| Melara 70’ | Marcatori |  |

| Arbitro: | Brighi (Cesena) |

|                         |           |  |
| Danilevicius 34’ (rig.) | Marcatori |  |

| Arbitro: | M. Mazzoleni (Bergamo) |

|                        |           |  |
| Bellucci 11’ Nervo 70’ | Marcatori |  |

| Arbitro: | Banti (Livorno) |

|                                      |           |             |
| Danilevicius 69’ (rig.) Rastelli 70’ | Marcatori | 21’ Cavalli |

| Arbitro: | Saccani (Mantova) |

|  |           |                            |
|  | Marcatori | 35’ Rastelli 45+1’ Millesi |

### Play-out
| Arbitro: | Ayroldi (Molfetta) |

|  |           |                          |
|  | Marcatori | 70’ Joelson 77’ Regonesi |

| Arbitro: | Rizzoli (Bologna) |

|                                  |           |                                  |
| N. Russo 65’ Regonesi 69’ (rig.) | Marcatori | 56’, 79’ Millesi 84’ Monticciolo |

### Coppa Italia
| Arbitro: | Messina (Bergamo) |

|                                               |                      |                                 |
| L. Cipriani Bellè Fialdini Ginestra De Cesare | Tiri di rigore 5 – 3 | Allegretti Millesi León Cinelli |

| Arbitro: | Cassarà (Palermo) |

|  |           |                   |
|  | Marcatori | 87’ (rig.) Chiesa |